# الدوري الإيطالي الدرجة الثالثة 2017–2018
الدوري الإيطالي الدرجة الثالثة 2017–2018 (بالإيطالية: Serie C 2017-2018)‏ هو الموسم 4 من الدوري الإيطالي الدرجة الثالثة. أقيم خلال الفترة 2017 وحتى 2018، وكان عدد الأندية المشاركة فيه 60، وفاز فيه نادي ليفورنو.